# Castelo de Montemor-o-Novo
O Castelo de Montemor-o-Novo localizava-se na antiga freguesia de Santiago do Castelo e hoje na freguesia de Nossa Senhora da Vila, Nossa Senhora do Bispo e Silveiras, município de Montemor-o-Novo, distrito de Évora, no Alentejo, em Portugal.
Em posição dominante sobre o outeiro mais alto da região, o castelo abrigava originalmente nos seus muros a povoação que, desenvolvendo-se, expandiu-se pela encosta a Norte. Documentos históricos confirmam que neste castelo Vasco da Gama ultimou os planos para a sua viagem à Índia.[carece de fontes?]
O Castelo de Montemor-o-Novo, abrangendo as muralhas e os imóveis que se encontram dentro delas encontra-se classificado como monumento nacional pelo Decreto n.º 38 147, de 5 de janeiro de 1951.

## História

### Antecedentes

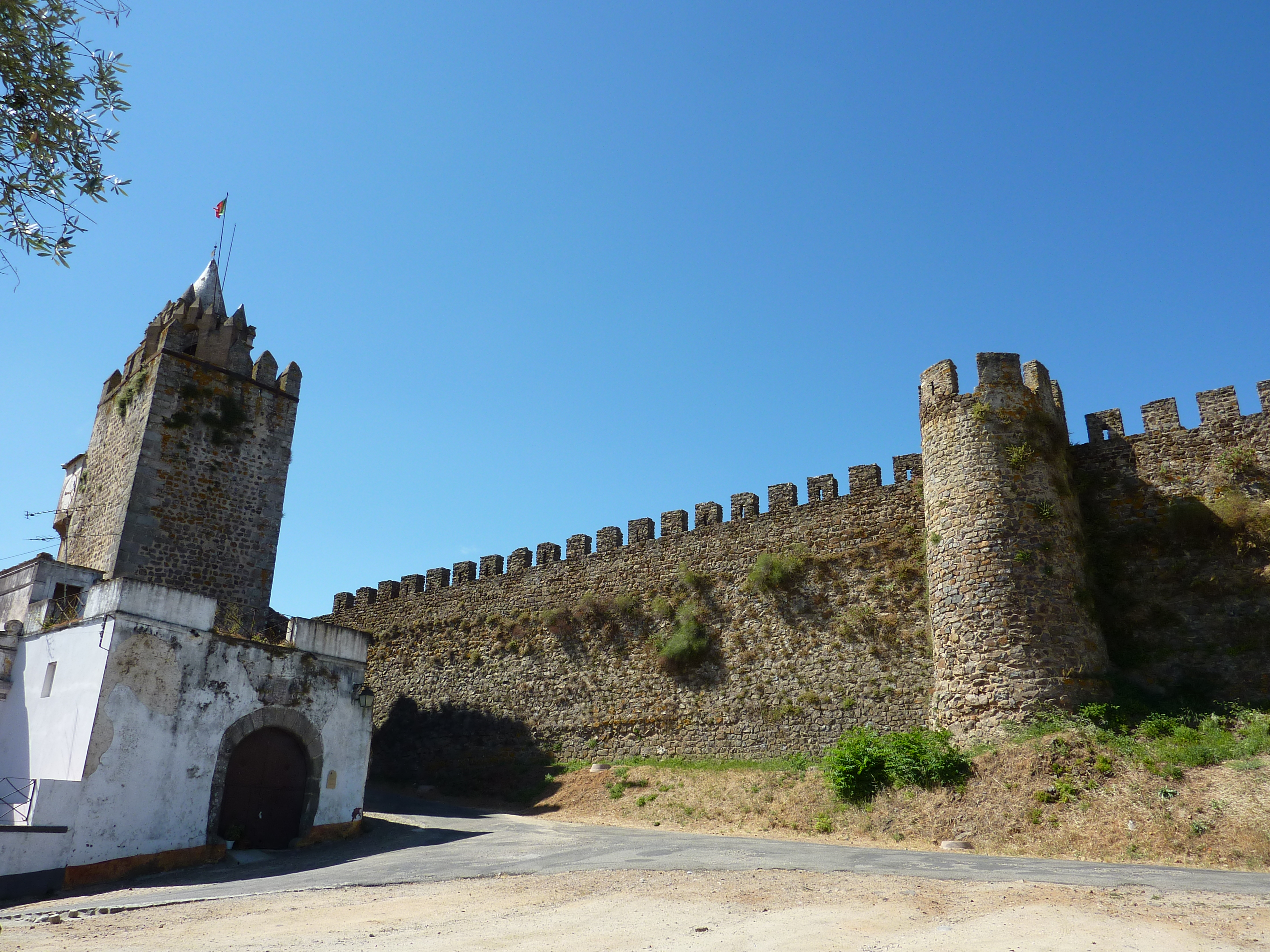

A primitiva ocupação humana deste local remonta possivelmente a um castro pré-histórico romanizado, conforme os testemunhos arqueológicos abundantes na região. Neste ponto encontravam-se as estradas romanas de Santarém e da foz do rio Tejo, seguindo, por Évora, até Mérida. O local teria sido, por esta razão, fortificado.

Séculos mais tarde, na época da invasão muçulmana da Península Ibérica, o nome de Almançor permaneceu, na região, na toponímia da ribeira de Almansor. Alguns autores afirmam que aqui também existiu uma fortificação muçulmana.

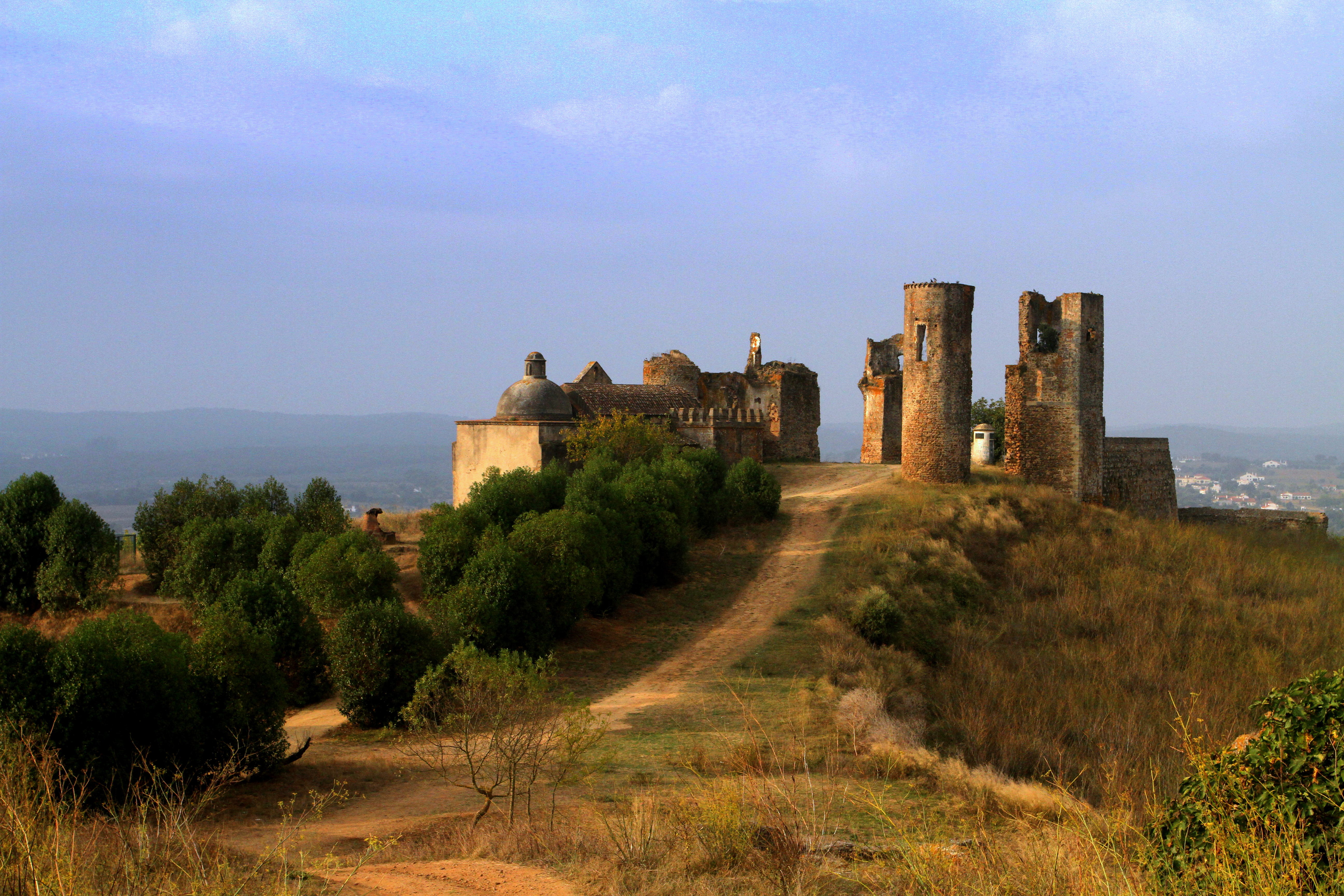

### O castelo medieval
Na época da reconquista cristã da Península Ibérica, a povoação foi conquistada pelas forças portuguesas sob o comando de D. Sancho I (1185-1211). Visando o seu repovoamento e defesa, o soberano concedeu-lhe Carta de Foral em 1203. Acredita-se que a construção do castelo medieval se tenha iniciado nesta fase.
Na época de D. Dinis (1279-1325) foram encetadas grandes reformas nas defesas da povoação, entre as quais a construção da cerca da vila, concluída em 1365.
Estabelecida a dinastia de Avis, o domínio de Montemor-o-Novo constituiu terça de senhorio do Condestável D. Nuno Álvares Pereira.

Ao longo do século XV, o castelo sofreu obras de remodelação, trabalhos a cargo do mestre de pedraria Afonso Mendes de Oliveira. Nos séculos XV e XVI, a vila atingiu a sua maior prosperidade, devido não só ao comércio regional, mas também ao facto de a Corte permanecer por longos períodos em Évora, o que tornou a vila palco de acontecimentos como as Cortes de 1495, quando D. Manuel I (1495-1521) tomou a decisão de proceder ao descobrimento do caminho marítimo para a Índia. Este soberano concedeu foral novo à vila em 1503. Mais tarde, sob o reinado de D. Sebastião (1557-1578), foi-lhe concedido o título de Vila Notável (1563), considerando que era lugar antigo e de grande povoação.

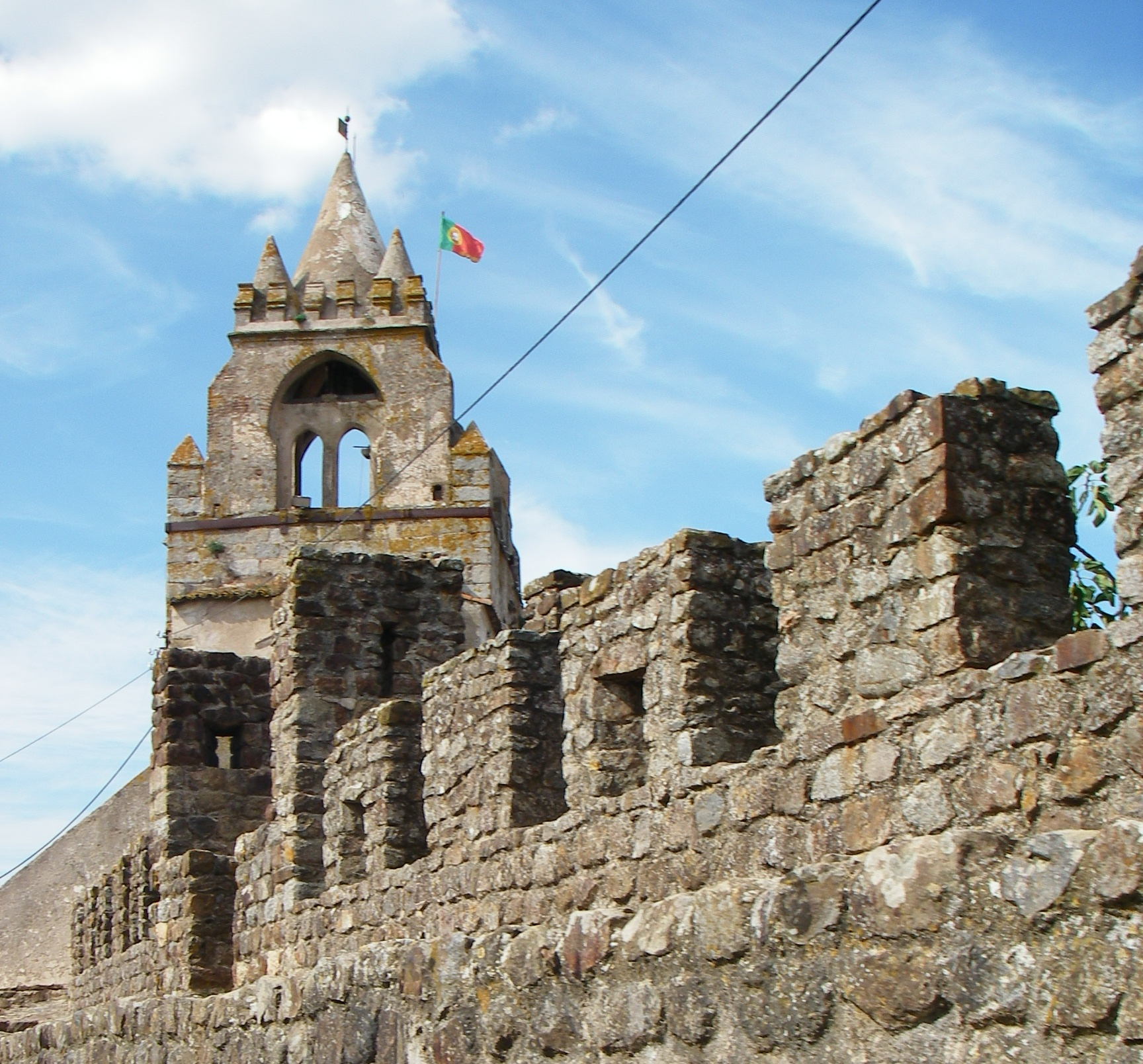

### Da Guerra da Restauração aos nossos dias
No contexto da Guerra da Restauração da independência portuguesa, o Conselho de Guerra de D. João IV (1640-1656), deu ordens para a reedificação das suas defesas.
Quando do terramoto de 1755, encontrando-se o espaço intra-muros já bastante degradado, acredita-se que os efeitos do sismo contribuíram para acelerar o processo de decadência das defesas. Por essa razão, o conjunto foi objeto de reparações ainda no século XVIII.
Durante a Guerra Peninsular, a guarnição da antiga fortificação medieval resistiu às tropas napoleónicas sob o comando de Junot, travando-se combate junto à chamada Ponte de Lisboa (1808). Poucos anos mais tarde, quando da Guerra Civil Portuguesa (1828-1834), aqui se concentrou o estado-maior das tropas liberais, sob o comando do marechal duque de Saldanha.
Já no século XX, em 1929, foram realizadas reparações numa das torres, registando-se o desabamento de paredes e troços de muralhas nos anos seguintes. Novas obras de reparação tiveram lugar entre 1937 e 1945, quando foram reconstruídos dois troços das muralhas desmoronadas e consolidado o pano junto à Porta da Vila.

A intervenção do poder público português foi retomada na década de 1960, prosseguindo intermitentemente pela década de 1970 e de 1980. Neste último período, iniciaram-se as pesquisas arqueológicas que foram retomadas entre 1992 e 1993. Mais recentemente, procedeu-se à recuperação da chamada Torre da Má Hora.

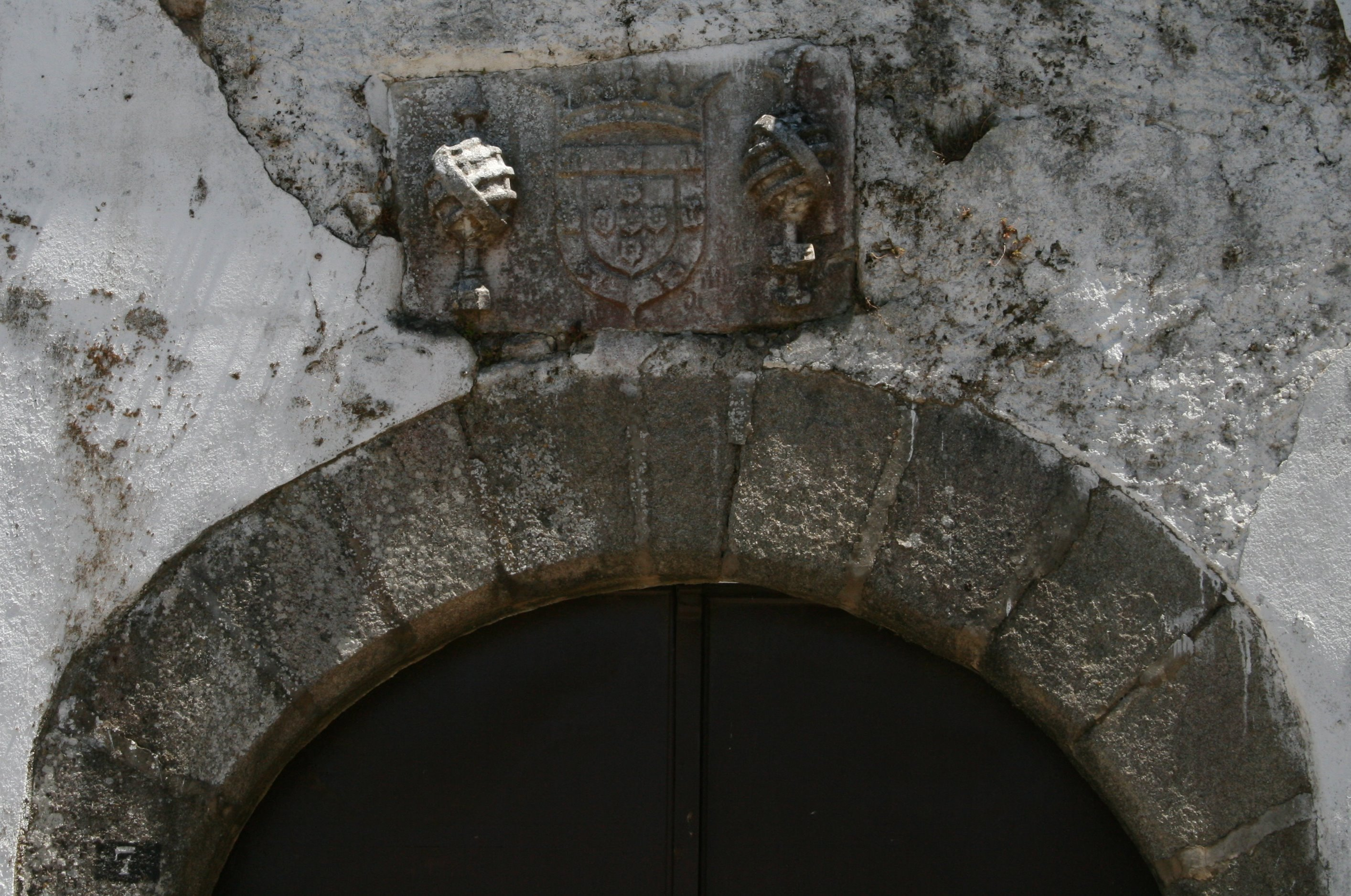
Castelo de Montemor-o-Novo: brasão de armas de D. Manuel I sobre o portão da Casa da Guarda.

## Características
Apresenta planta triangular irregular. O pano da muralha voltado a norte, foi primitivamente rasgado por uma porta, hoje desaparecida, denominada como Porta de Évora. O acesso é feito atualmente pela chamada Porta da Vila, Porta de Santarém ou Porta Nova, a norte, flanqueada pela chamada Torre do Relógio, de planta quadrada, com porta em arco quebrado.
Externamente adossa-se a Casa da Guarda, com tecto abobadado, cujo portão em arco é encimada pelo brasão de armas de D. Manuel I.
No troço oeste das muralhas, rasga-se a chamada Porta do Bispo ou Porta do Anjo, defendida por duas torres de planta quadrada.
A este, rasga-se a Porta de Santiago ou Porta do Sol, flanqueada pela Torre da Má Hora, de planta quadrada, rematada por ameias piramidais.
Na praça de armas do castelo abre-se a antiga cisterna e ergue-se a fachada do antigo Paço do Alcaide, hoje em ruínas. Ao abrigo da cerca da vila destacam-se a Igreja de São João Baptista, a Igreja de Santiago, o Convento de Nossa Senhora da Saudação e as ruínas da Igreja de Santa Maria do Bispo.